# Ivana Bacik

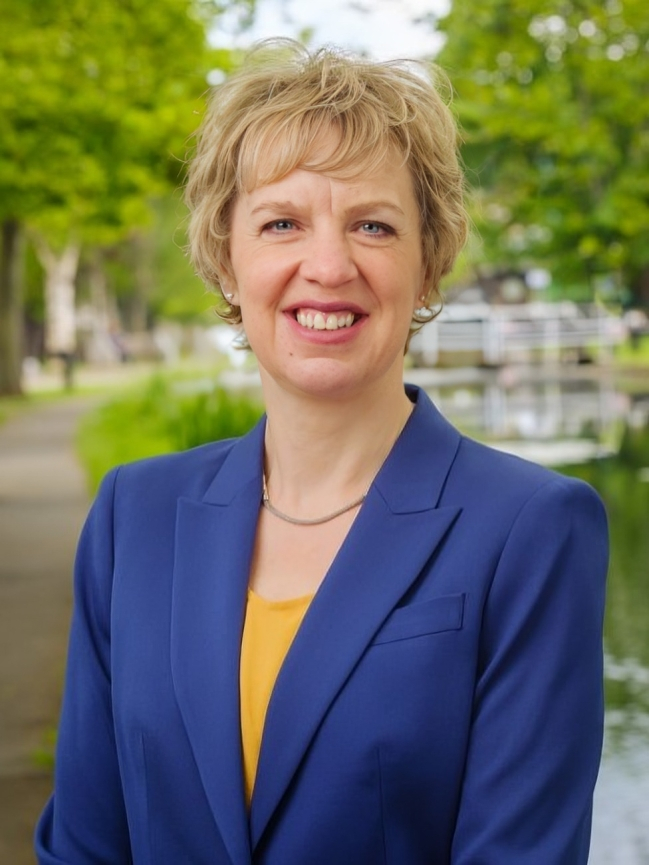
Ivana Bacik (2021)

Ivana Bacik (* 25. Mai 1968 in Dublin) ist eine irische Politikerin und seit 2021 Mitglied des Dáil Éireann. Zuvor war sie von 2007 bis 2021 Mitglied im Seanad Éireann. 

## Leben
Ivana Bacik ist die Enkelin des tschechisch-irischen Unternehmers Charles Bacik, der 1946 nach Irland kam und dort Waterford Crystal mitbegründete. Ihr Vater war Astronom und arbeitete an unterschiedlichen Standorten, u. a. war er Physikprofessor in Cork. Sie zog mit der Familie im Alter von 14 Jahren nach Dublin. Bacik studierte am Trinity College Dublin Rechtswissenschaften und engagierte sich in der Studentenbewegung. Schon früh machte sie die Legalisierung von Schwangerschaftsabbrüchen zu ihrem Thema. Sie war von 1996 bis 2022 Strafrechtsprofessorin an Law School des Trinity Colleges in Dublin. Sie ist mit Alan Saul verheiratet, mit dem sie zwei Kinder hat.

## Politik

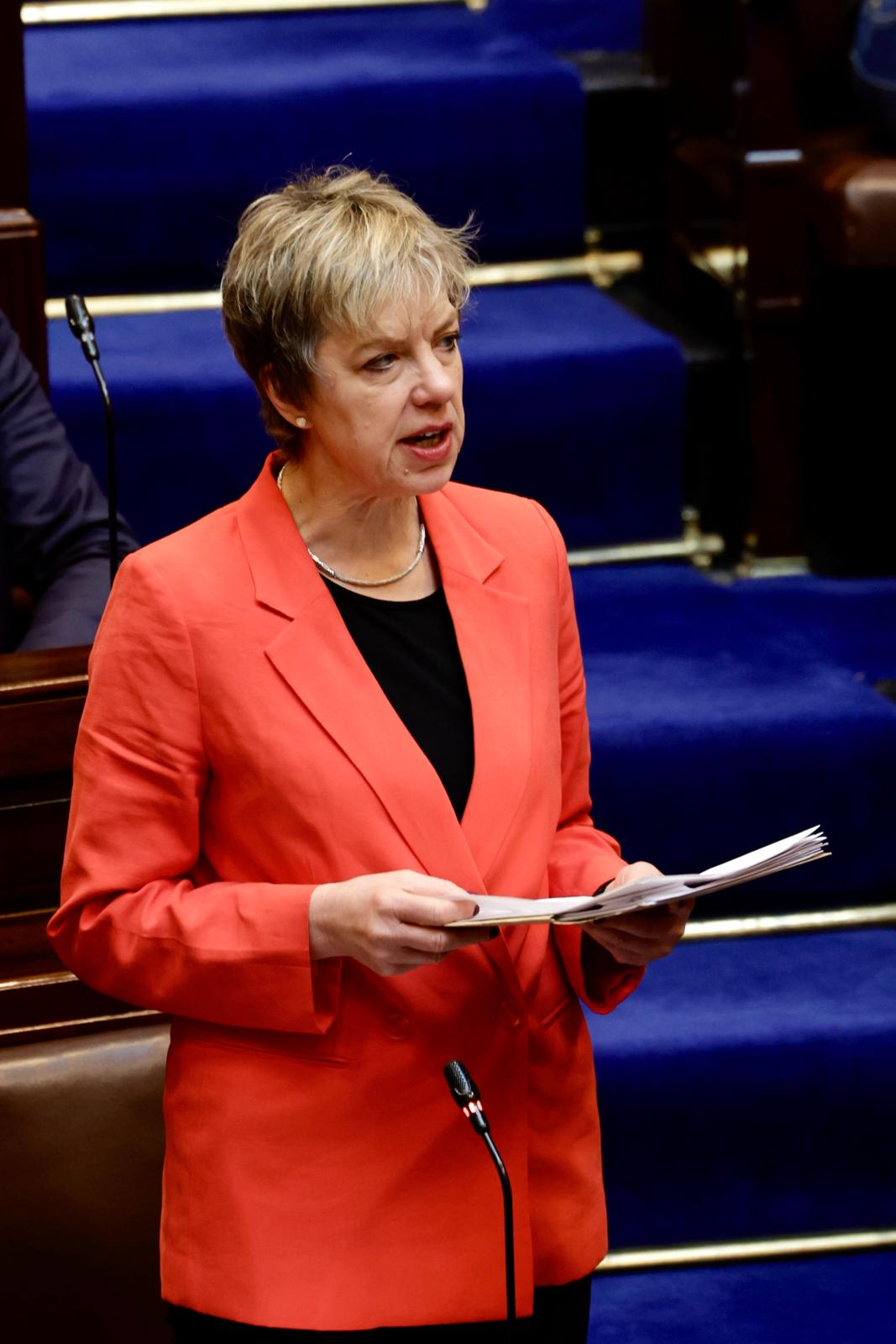
Ivana Bacik, April 2024

Schon am Trinity College in Dublin verfolgte sie eine feministische Politik. 1997 und 2002 versuchte sie, einen Sitz im Seanad zu erlangen und scheiterte beide Male. 2004 trat sie bei den Wahlen zum Europäischen Parlament an, unterlag jedoch Proinsias De Rossa. Als unabhängige Kandidatin gelang ihr schließlich 2007, den dritten Sitz für die Dubliner Universität im Senat zu erreichen. Ab 2011 führte sie die Fraktion der Labour Party im Senat an, sie nahm die Funktion als stellvertretende Senatsleitung von 2011 bis 2016 wahr.
Als 2021 der Abgeordnete Eoghan Murphy seinen Sitz im Dáil Éireann aufgab, konnte sie bei den Nachwahlen 2021 diesen Sitz für den Wahlkreis Dublin Bay South ergattern. 2022 wurde sie Nachfolgerin von Alan Kelly als Vorsitzende der Irish Labour Party.